# Dijous d'Argent
El Dijous d'Argent, també conegut com a Dijous de Plata, fou un esdeveniment ocorregut als mercats financers el dijous 27 de març de 1980. Una costeruda caiguda als preus de l'argent desembocà en pànic a la primera matèria i els contractes de futurs.

## Procedència

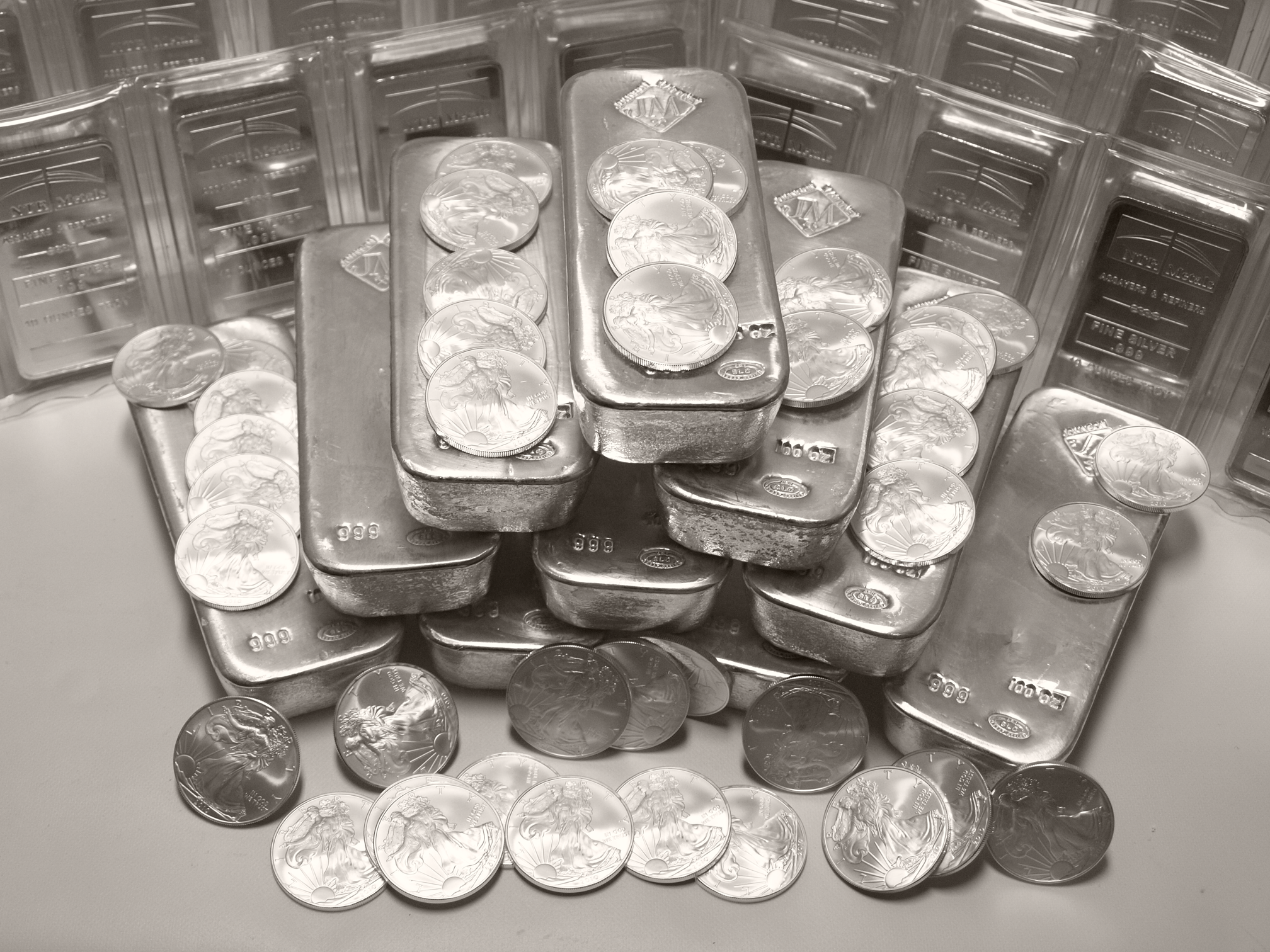
Monedes i lingots d'argent

Nelson Bunker Hunt i Herbert Hunt, els fills del milionari del petroli texà Haroldson Lafayette Hunt, Jr. havien estat intentant acantonar el mercat de l'argent. En 1980 el preu assolí una alça espectacular (48,70 $/unça.) una tercera part dels recursos mundials estaven en el seu control. Però mentre el preu queia novament, foren incapaços de respondre a les seves obligacions, causant pànic als mercats.
Els germans Hunt havien invertit fortament en contractes de futurs a través del corredor Halsey Stuart Shields. Quan el preu de l'argent es desplomà per sota del requisit mínim, el corredor sol·licità $100 milions, que els Hunt foren incapaços de fer front i el pànic consegüent es pogué sentir als mercats financers en general, així com a la primera matèria i als contractes de futurs.
Per salvar la situació, un consorci de bancs als Estats Units proporcionà 1.100 milions de dòlars en línies de crèdit per permetre als germans Hunt pagar-los a Bache i d'aquesta manera salvar la tragèdia.

## Conseqüències
Els Hunt perderen centenars de milions de dòlars a través d'aquest incident, però les fortunes familiars sobrevisqueren. Nelson Hunt es declarà en fallida i fou declarat culpable en 1988 per tractar d'acantonar al mercat.